# Molleró becenc
El molleró becenc, molleró de beç o, simplement, becenc és un molleró de carn blanca que un cop tallada pot esdevenir rosa o vermellosa, però que mai enfosqueix. Els trobem creixent vora beços o bedolls (Betula pendula o Betula pubescens), amb els quals estableixen simbiosi micorrízica.

## Espècies més corrents
A Catalunya les espècies de becencs més corrents són:
- - Leccinum scabrum, becenc
  - Leccinum melaneum, becenc fosc
  - Leccinum cyaneobasileucum var. cyaneobasileucum, becenc blanc
  - Leccinum cyaneobasileucum var. brunneogriseolum, becenc bru grisenc
  - Leccinum variicolor, becenc tacat
  - Leccinum rotundifoliae, becenc de bedoll nan
  - Leccinum holopus (=L. nucatum), becenc blanc de mollera
  - Leccinum schistophilum, becenc menut